# Echidna catenata
Echidna catenata är en fiskart som först beskrevs av Bloch, 1795.  Echidna catenata ingår i släktet Echidna och familjen Muraenidae. Inga underarter finns listade i Catalogue of Life.